# (6428) Barlach
(6428) Barlach es un asteroide perteneciente al cinturón de asteroides, descubierto el 17 de octubre de 1960 por Cornelis Johannes van Houten en conjunto a su esposa también astrónoma Ingrid van Houten-Groeneveld y el astrónomo Tom Gehrels desde el Observatorio del Monte Palomar, Estados Unidos.

## Designación y nombre
Designado provisionalmente como 3513 P-L. Fue llamado así en honor a Ernst Barlach (1870-1938), escultor, artista gráfico y poeta alemán. En su obra expresó el dolor humano, pero también el elemento de esperanza. A veces incluso podía expresar humor y alegría. Sus esculturas tienen principalmente la forma de una pirámide. Durante la era nazi, su obra fue considerada Arte degenerado y retirada de museos y otros lugares públicos.

## Características orbitales
Barlach está situado a una distancia media del Sol de 2,580 ua, pudiendo alejarse hasta 2,769 ua y acercarse hasta 2,390 ua. Su excentricidad es 0,073 y la inclinación orbital 9,202 grados. Emplea 1513,33 días en completar una órbita alrededor del Sol.

## Características físicas
La magnitud absoluta de Barlach es 13,56. Tiene 5,230 km de diámetro y su albedo se estima en 0,372.